# Vivat (видавництво)
Видавництво «Vivat» — українське видавництво, що спеціалізується на виданні книжкових бестселерів українською мовою. Засноване у 2013 році. Протягом останніх років, згідно зі статистикою Книжкової палати, посідає місце у трійці найбільших видавництв України за кількістю виданих найменувань і накладів.
Основними напрямками діяльності видавництва є non-fiction, художня література, дитяча та підліткова література.
Активно популяризує українську книжку за кордоном шляхом презентацій та продажів прав на українські видання. Права на книги Vivat продаються у 26 країн світу, серед яких США, Німеччина, Франція, Велика Британія, Польща, Латвія, Естонія, країни Азії. Видавництво «Vivat» співпрацює з великою кількістю відомих світових видавництв, серед яких Penguin Random House, Simon & Schuster, Hachette Book Group, Éditions Albin Michel, Macmillan Publishers.
У видавництві виходять друком світові бестселери українською мовою та книжки популярних українських письменників, серед яких Дара Корній, Андрій Кокотюха, Артем Чех, Олег Каданов, Вахтанг Кіпіані, Надія Гербіш, Галина Крук, Артем Чапай, Іван Байдак, Марк Лівін, Іван Андрусяк, Анастасія Нікуліна, Дарія Піскозуб, Наталія Матолінець, Наталія Довгопол, Артем Захарченко, Оксана Мороз, Мартин Якуб та інші.
Vivat видав мемуари Мей Маск, Голди Меїр, Джона Болтона, Вінстона Черчилля та багатьох інших популярних історичних постатей.

## Історія
20 серпня 2013 року шляхом злиття двох видавництв України «Pelican» та «Аргумент-принт» утворилось видавництво «Vivat», що входить до складу групи компаній «Фактор» (засновником та керівником ГК «Фактор» є Сергій Якович Політучий).
Генеральною директоркою видавництва Vivat є Юлія Орлова — українська підприємиця, топ-менеджерка, членкиня правління Асоціації книговидавців та книгорозповсюджувачів.
У 2017 році видавництво «Vivat» відкриває у Харкові фірмову книгарню «Vivat» (вул. Квітки-Основ'яненка, 2) та Інтернет магазин.
| Рік  | Кількість нових найменувань | Загальний наклад виданих книг |
| ---- | --------------------------- | ----------------------------- |
| 2013 | 564                         | 2,786 млн                     |
| 2014 | 415                         | 1,536 млн                     |
| 2015 | 535                         | 2,600 млн                     |
| 2017 | 540                         | 2,913 млн                     |
| 2018 | 454                         | 2,100 млн                     |
| 2019 | 369                         | 1,255 млн                     |
| 2020 | 403                         | 1,616 млн                     |

Продаж авторських прав українських книжок більш ніж у 21 країну світу.

## «Справа Василя Стуса»
У серпні 2019 року Віктор Медведчук подав позов до суду, яким вимагав заборонити розповсюдження книги «Справа Василя Стуса» авторства історика і журналіста Вахтанга Кіпіані видавництва Vivat. Посягання на право на історичну правду збурило громадськість та викликало хвилю протестів у онлайн та офлайн форматі. Зокрема, кияни при свічках зачитували книгу про Стуса біля Печерського райсуду, на матчі УПЛ уболівальники «Динамо» вивісили банер з Медведчуком.
19 жовтня 2020 Дарницький районний суд Києва зобов'язав автора книги «Справа Василя Стуса» Вахтанга Кіпіані та видавництво Vivat видалити з твору інформацію про голову політради партії «ОПЗЖ» Віктора Медведчука та заборонити розповсюдження друкованого тиражу до усунення порушення немайнових прав Медведчука.  
19 березня 2021 апеляційний суд скасував рішення першої інстанції Дарницького районного суду Києва, дозволивши поширювати книгу про Стуса. Її рекомендували: Петро Порошенко, Олександр Ткаченко, Яніна Соколова, Святослав Вакарчук, Ярослава Гресь, Сергій Притула, Андрій Садовий та багато інших українських лідерів думок.
«Справу Василя Стуса» було випущено рекордним загальним тиражем понад 100 тисяч примірників.

## Книжкові фестивалі
Vivat бере участь у «Книжковому Арсеналі», «Львівському форумі видавців», «Запорізькій книжковій толоці», «Одеській зеленій хвилі», «Дитячому форумі у Львові» та інших книжкових ярмарках та літературно-музичних фестивалях. Є організатором (спільно з ГК «Фактор») книжкового ярмарку «Kharkiv Book Fest», благодійного фестивалю «Книжковий Миколайчик» та «Різдвяного книжкового ярмарку», а також одним з ініціаторів «Книжкової Ради» в Харкові.
Регулярно видавництво «Vivat» відвідує «Франкфуртський книжковий ярмарок», «Вільнюський книжковий ярмарок», «Warsaw Book Fair», «Shanghai International Children's Book Fair (CCBF)», «Beijing International Book Fair (BIBF)», "Bologna Children Book Fair, «BookExpo America».

## Досягнення та премії
Дані зібрані за допомогою Книжкової палати України імені Івана Федорова.
- 2014 — Диплом XVI всеукраїнського рейтингу книжка року в номінації «Обрії» за книжку Бориса Райтшустера «Путінократія»
- 2016 — Призер конкурсу «Найкраща книга Запорізької книжкової толоки» у номінації «Українська художня література. Проза» за книжку Вікторії Амеліної «Синдром листопаду»
- 2016 — Диплом XII конкурсу «Мистецтво книги» у номінації «Дитяча ілюстрована книжка» книжки Оксани Лущевської «Паперова царівна»
- 2016 — Переможець конкурсу «Найкраща книга Запорізької книжкової толоки» у номінації «Есеїстика, публіцистика, мемуаристика, література факту» за книжку Ганни Артем'євої та Олени Рачової «58-ма. Невилучене»
- 2016 — Призер конкурсу «Найкраща книга Запорізької книжкової толоки» у номінації «Переклади іноземної художньої літератури» за книжку Рейнбоу Ровелл «Елеанор і Парк»
- 2016 — Призер конкурсу «Найкраща книга Запорізької книжкової толоки» у номінації «Дитяча книга» за книжку Р.Дж. Паласіо «Диво»
- 2016 — Персональна відзнака Президента форуму видавців Олександри Коваль за книжку упорядковану Вахтонгом Кіпіані «Зродились ми великої години»
- 2017 — ТОП Барабуки-2017. Спецвідзнака від Українського інституту книги "За новаторство, дотепність і оригінальний підхід до науково-популярної літератури для дітей за книжку Кузька Кузякіна «Біла трішки чорна-пречорна книжка»
- 2017 — ТОП Барабуки-2017. Премія у номінації «Соціальна книжка року» за книжку Надійки Гербіш «Мене звати Мар'ям»
- 2017 — Переможець конкурсу «Найкраща книга Запорізької книжкової толоки» у номінації "Найкраща книга за думкою оргкомітету фестиваля за книжку Петера Гюса «Лінія часу»
- 2017 — Найкраща книга 24 форуму видавців у номінації «Український non-fiction» за книжку Тимура Ворони «Стартап без помилок. Як українці статки заробляють на технологіях»
- 2017 — Диплом фіналіста книжкової премії «Еспресо. Вибір читачів» у номінації «Доросла література» за книжку Артема Чеха «Точка нуль»
- 2017 — Премія «Еспресо. Вибір читачів» у номінації «Дитяча література» за книжку Тані Стус «Де Ойра?»
- 2017 — Диплом XIII конкурсу «Мистецтво книги» від книжкової ярмарки «Зелена хвиля» (Одеса) в номінації «Дитяча ілюстрована книга» за книжку Петер Гюс «Лінія часу. Візуальна історія світу»
- 2017 — Диплом XIII конкурсу «Мистецтво книги» від книжкової ярмарки «Зелена хвиля» (Одеса) в номінації «Художник книги» за книжку Марії Жученко «Азбука монстров» (ілюстраторка Інна Черняк)
- 2017 — Премія «Літакцент року» у номінації «Есеїстика й художній репортаж» за книжку Артема Чеха «Точка нуль»
- 2017 — Премія пам'яті Михайла Жизневського за книжку Артема Чеха «Точка нуль»
- 2017 — Диплом на потвердження 1 місця XIX Всеукраїнського рейтинґу «Книжка року» 2017 в номінації «Дитяче свято» «Підліткова та юнацька література» за книжку Дари Корній «Чарівні істоти українського міфу. Духи природи»
- 2017 — Премія Президента України «Українська книжка року» у номінації «За сприяння у вихованні підростаючого покоління» за книжку Тані Стус «Їжак Вільгельм»
- 2018 — Всеукраїнська премія Івана Огієнко у номінації наука за книжку Василя Деревінського «В'ячеслав Чорновіл. Дух, що тіло рве до бою»
- 2018 — Премія імені М. В. Гоголя за книжку Артема Чеха «Точка нуль»
- 2018 — Диплом зі спеціальною відзнакою премії ім. Гоголя за книжку Катерини Щоткіної «Любомир Гузар. Хочу бути людиною»
- 2018 — Диплом міжнародної літературної україно-німецької премії імені Олеся Гончара в номінації «Проза» за книжку Анастасії Нікуліної «Сіль для мора, або Білий Кит»
- 2018 — Диплом міжнародної літературної україно-німецької премії імені Олеся Гончара в номінації «Мала проза» за книжку Юлії Ілюхи «Неболови»
- 2018 — Диплом літературної премії «Глиняний кіт» в номінації «Проза» за книжку Анастасії Нікуліної «Сіль для моря, або Білий Кит»
- 2018 — Диплом літературної премії «Глиняний кіт» в номінації «Проза» за книжку Надії Гуменюк «Етюд з метеликом»
- 2018 — Диплом літературної премії «Глиняний кіт» в номінації «Антологія» за книжку Вахтанга Кіпіані (укладач) «Війна двох правд. Поляки та українці у кривавому XX столітті. Бібліотека „Історичної правди“»
- 2018 — Переможець конкурсу «Найкраща книга Маріупольської книжкової толоки» у номінації «Підліткова література» за книжку Марка Лівіна «Рікі та дорога»
- 2018 — Переможець конкурсу «Найкраща книга Маріупольської книжкової толоки» у номінації «Українська художня література» за книжку Дари Корній «Чарівні істоти українського міфу. Духи природи»
- 2018 — Переможець конкурсу «Найкраща книга Маріупольської книжкової толоки» у номінації «Переклад іноземної художньої літератури» за книжку Дженні Ловсон «Несамовито щаслива»
- 2018 — Переможець конкурсу «Найкраща книга Маріупольської книжкової толоки» у номінації «Есеїстика, публіцистика, мемуаристика, література факту» за книжку Катаріни Маренгольц «Література! Мандрівка світом книг»
- 2018 — Гран-прі конкурсу «Найкраща книга Маріупольської книжкової толоки» за книжку Тимура Ворони «Стартап на мільйон»
- 2018 — Диплом переможця премії імені Панаса Мирного у номінації «Журналістика. Публіцистика» за книжку Василя Деревінського «В'ячеслав Чорновіл. Дух, що тіло рве до бою»
- 2018 — Диплом ТОП-15 найкрасивіших книг Міжнародної книжкової ярмарки «Книжковий арсенал» за книжку Олега Каданова «Не я, а той»
- 2018 — Премія «Благовіст» Національної спілки письменників України у номінації «Перша книжка» за книжку Севгіль Мсаєвої та Аліма Алієва «Мустафа Джемілєв. Незламний»
- 2018 — Премія «Благовіст» Національної спілки письменників України у номінації «Есеїстика» за книжку Катерини Щоткіної «Любомир Гузар. Хочу бути людиною»
- 2018 — Спецвідзнака премії «Благовіст» Національної спілки письменників України за книжку Дари Корній «Чарівні істоти Українського міфу»
- 2018 — обласна премія в галузі культури Тернопільської обласної ради за книжку Надії Гербіш «Мене звати Мар'ям»
- 2018 — Спеціальна відзнака Президента ГО «Форум видавців» Олександри Коваль за книжку Галини Крук «Раз овечка, два овечка»
- 2018 — Диплом за перше місце в номінації «Мистецька література» Конкурсу «Найкраща книжка Запорізької книжкової толоки» за книгу Олега Каданова «Не я, а той»
- 2018 — Диплом за третє місце в номінації «Підліткова література» Конкурсу «Найкраща книжка Запорізької книжкової толоки» за книгу Наталії Матолінець «Гессі»
- 2018 — Диплом за перше місце в номінації «Українська художня література» Конкурсу «Найкраща книжка Запорізької книжкової толоки» за книгу Дари Корній «Сузі'я Дів»
- 2018 — Диплом за друге місце в номінації «Дитяча література» Конкурсу «Найкраща книжка Запорізької книжкової толоки» за книгу Микита Лукаша «Мішечок історій Мішковинки»
- 2018 — Диплом за перше місце в номінації «Дитяча література» Конкурсу «Найкраща книжка Запорізької книжкової толоки» за книгу Анастасії Волховської «Афиновий ведмедик»
- 2018 — Диплом за перше місце Всеукраїнського конкурсу «Краща книга України» у номінації арткнижка за книгу Олега Каданова «Не я, а той»
- 2018 — Диплом за перше місце Всеукраїнського конкурсу «Краща книга України» у номінації «Мистецтво друку» за книгу Людмили Лапшиної «Перлини нашої планети»
- 2018 — Премія «ТОП БараБуки-2018» у номінації «Поетична книжка року» за книгу Галини Крук «Раз овечка, два овечка»
- 2018 — Спеціальна відзнака за просування молодих авторів за антологію «Брама»
- 2019 — Диплом переможця у номінації «Науково-популярна література» за книгу Герберт Генцмер та Ульріх Гелленбранд «Таємниці цивілізації»
- 2019 —Всеукраїнський рейтингу Книжка року у  номінації «Хрестоматія» книга Вахтанга Кіпіані «Справа Василя Стуса. Збірка документів з архіву колишнього КДБ УРСР»
- 2019 —премія «Еспресо. Вибір читачів 2019» перемога у номінації «Найкраща книжка для дітей і підлітків» за книгу «Зграя» Анастасії Нікуліної.
- 2020 — лауреат премії Кабінету Міністрів України імені Лесі Українки за літературно-мистецькі твори для дітей та юнацтва у номінації літературні твори для дітей та юнацтва за твори Дари Корній «Дара Корній. Чарівні істоти українського міфу. Духи природи», «Чарівні істоти українського міфу. Домашні духи», «Чарівні істоти українського міфу. Духи-шкідники»;
- 2020 — премія «Еспресо. Вибір читачів 2020» перемога у номінації «Література для дітей» за книгу Тетяни Поставної «Коли я була лисицею» та номінації «Література для підлітків» книга Наталії Довгопол "Шпигунка  з притулку «Артеміда»;
- 2020 — перелік найкращих українських книжок за версією PEN, у номінації «Художня література» книга Байдака Івана «Непомітні», у номінації "Біографії / мемуари/ інтерв'ю / епістолярії книга Елінор Баркетт «Ґолда», у номінації «Видання для дітей та підлітків» Іван Андрусяк «Морськосвинський детектив»;
- 2020— Премія «ТОП БараБуки-2020» у номінації «Книжка року для читачів 7+» Іван Андрусяк «Морськосвинський детектив»;
- 2020 —Конкурс «Книжка майбутнього — 2020» від книжкового фестивалю Book Space, перше місце у номінації «Експеримент у папері» артбук Альони Воробйової «Мистецтво жити під час хіміотерапії»;
- 2021 — у список «30 найкращих українських оповідань» за версією Радіо НВ потрапили оповідання з книг Артема Чеха «Точка нуль» та Олександра Михеда «Транзишн».
- 2021 — книга «Справа Василя Стуса» Вахтанга Кіпіані стала переможцем конкурсу «Книжкові проекти до 30-ї річниці Незалежності України» [Архівовано 13 грудня 2021 у Wayback Machine.]
- 2021 — переможець щорічної премії Спілки українських підприємців у номінації «Креатив року» за креативну комунікаційну стратегію з виходу книги Мей Маск «Жінка яка має план».

## Міжнародні ярмарки
Щорічно видавництво «Vivat» відвідує «Франкфуртський книжковий ярмарок», «Vilnius Book Fair», «Warsaw Book Fair», «Shanghai International Children's Book Fair (CCBF)», «Beijing International Book Fair (BIBF)». У ролі візитерів видавництво відвідує найголовнішу виставку дитячої літератури "Bologna Children Book Fair. Також як візитери відвідувало «London Book Fair» та «BookExpo America»[джерело?].

## Автори
| - Амеліна Вікторія - Світлана Алексієвич - Володимир Арєнєв - Байдак Іван - Бабкіна Катерина - Руслан Горовий - Gorky Look - Денисенко Лариса - Вахтанг Кіпіані - Кокотюха Андрій - Дара Корній - Денисенко Лариса - Кузьменко Дмитро - Нікуліна Анастасія | - Марк Лівін - Матолінець Наталія - Лаюк Мирослав - Лущевська Оксана - Євген Магда - Михед Олександр - Діва Монро - Роздобудько Ірен - Фрідлянд Антон - Фалькович Григорій - Цимбал Ярина - Цілик Ірина - Артем Чапай - Артем Чех - Чупа Олексій - Щербаченко Тетяна - Щоткіна Катерина |

## Додаткові факти
- Vivat щороку випускає близько 400 тайтлів, що становить орієнтовно 2 видані книги в 1 робочий день.
- На кінець 2020 року Vivat видав книг сумарним накладом понад 17 млн книг, що дозволяє припустити, що книга Vivat є кожного другого українця.
- Права на книги Vivat продаються у 26 країн світу.
- «Справу Василя Стуса» було випущено рекордним загальним тиражем понад 100 тисяч примірників.

Vivat видав мемуари Мей Маск, Голди Меїр, Джона Болтона, Вінстона Черчилля та багатьох інших популярних історичних постатей.